# Pyrorchis nigricans
Pyrorchis nigricans là một loài thực vật có hoa trong họ Lan. Loài này được (R.Br.) D.L.Jones & M.A.Clem. miêu tả khoa học đầu tiên năm 1994.

## Hình ảnh

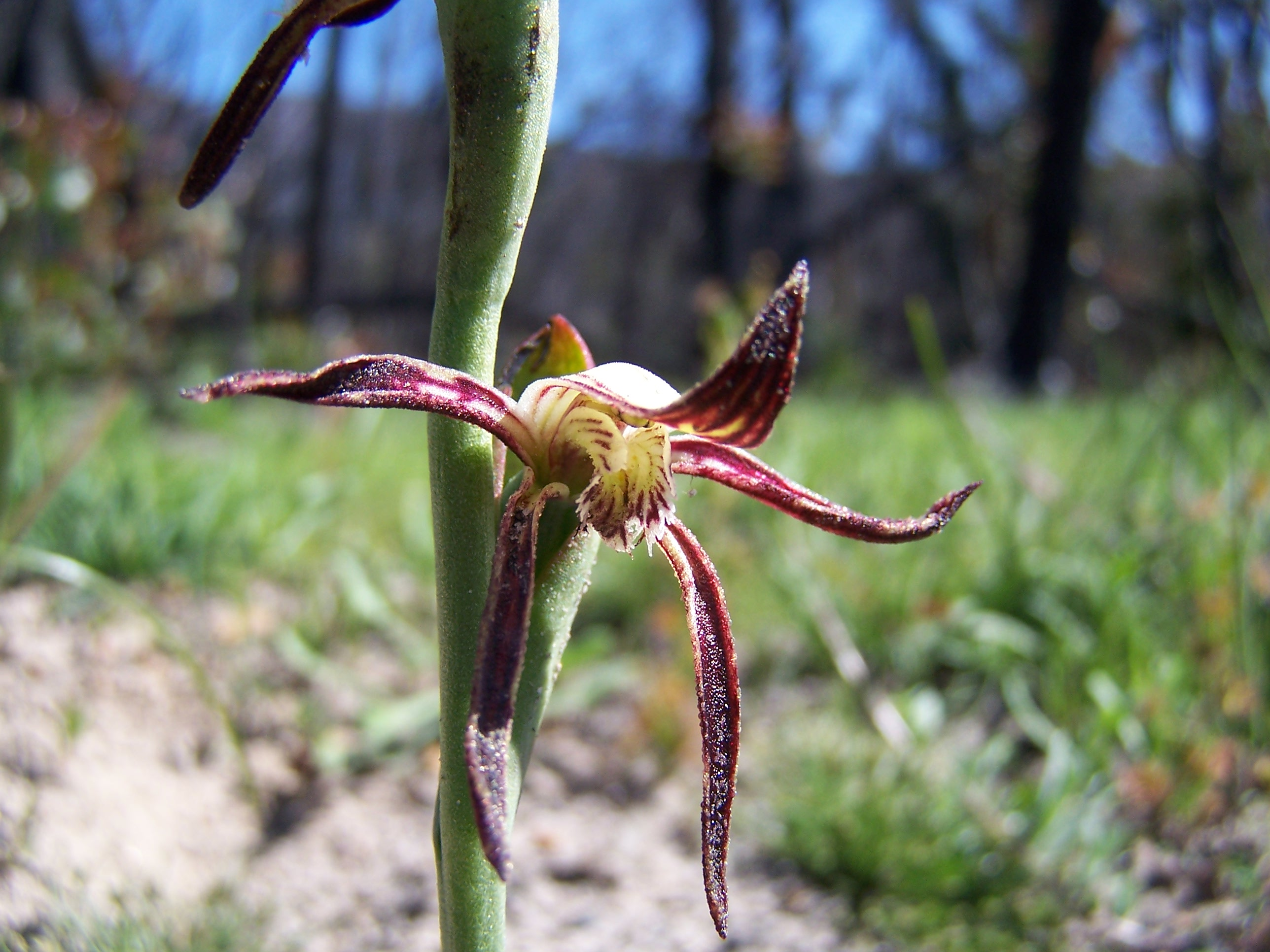
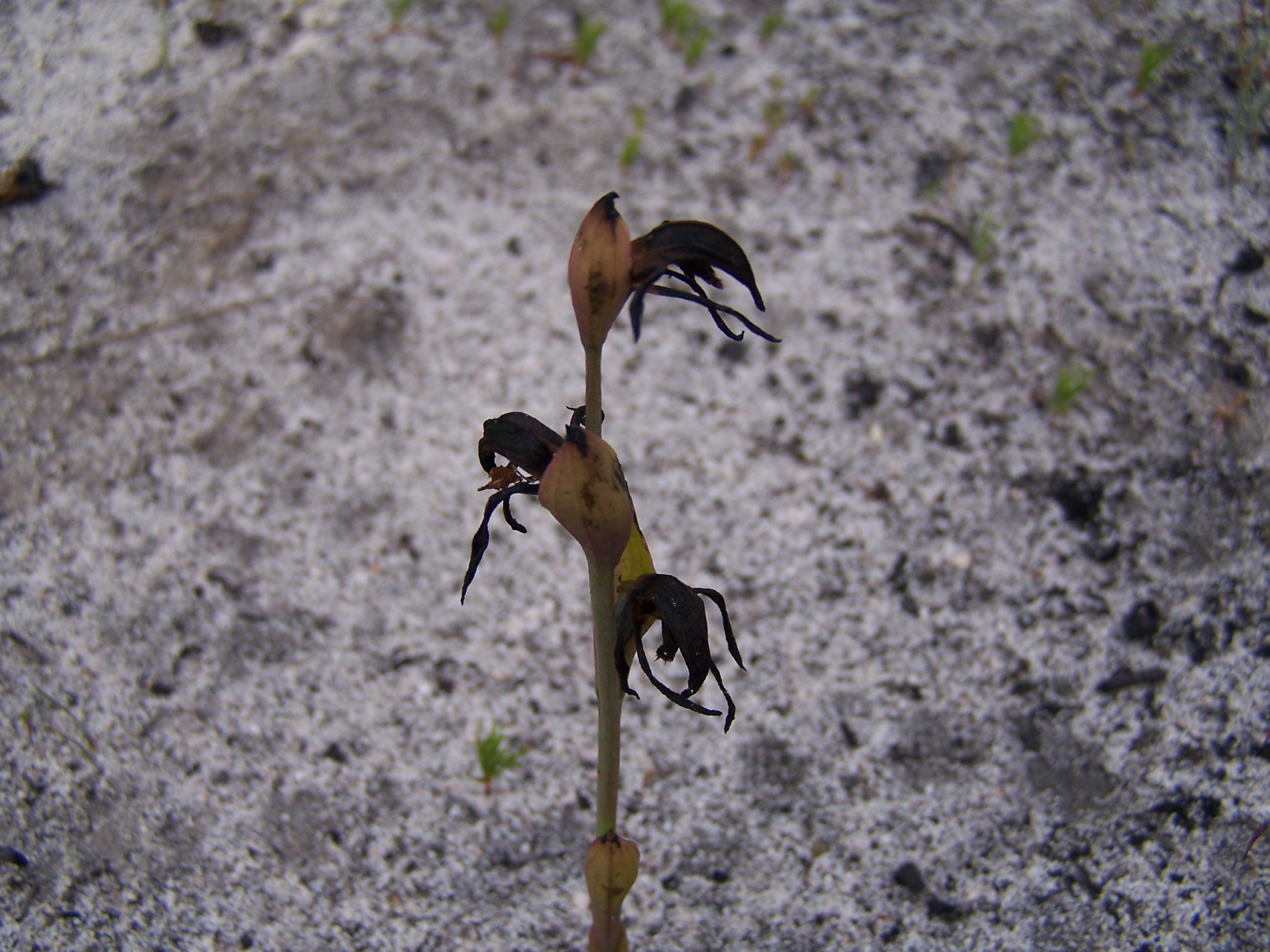
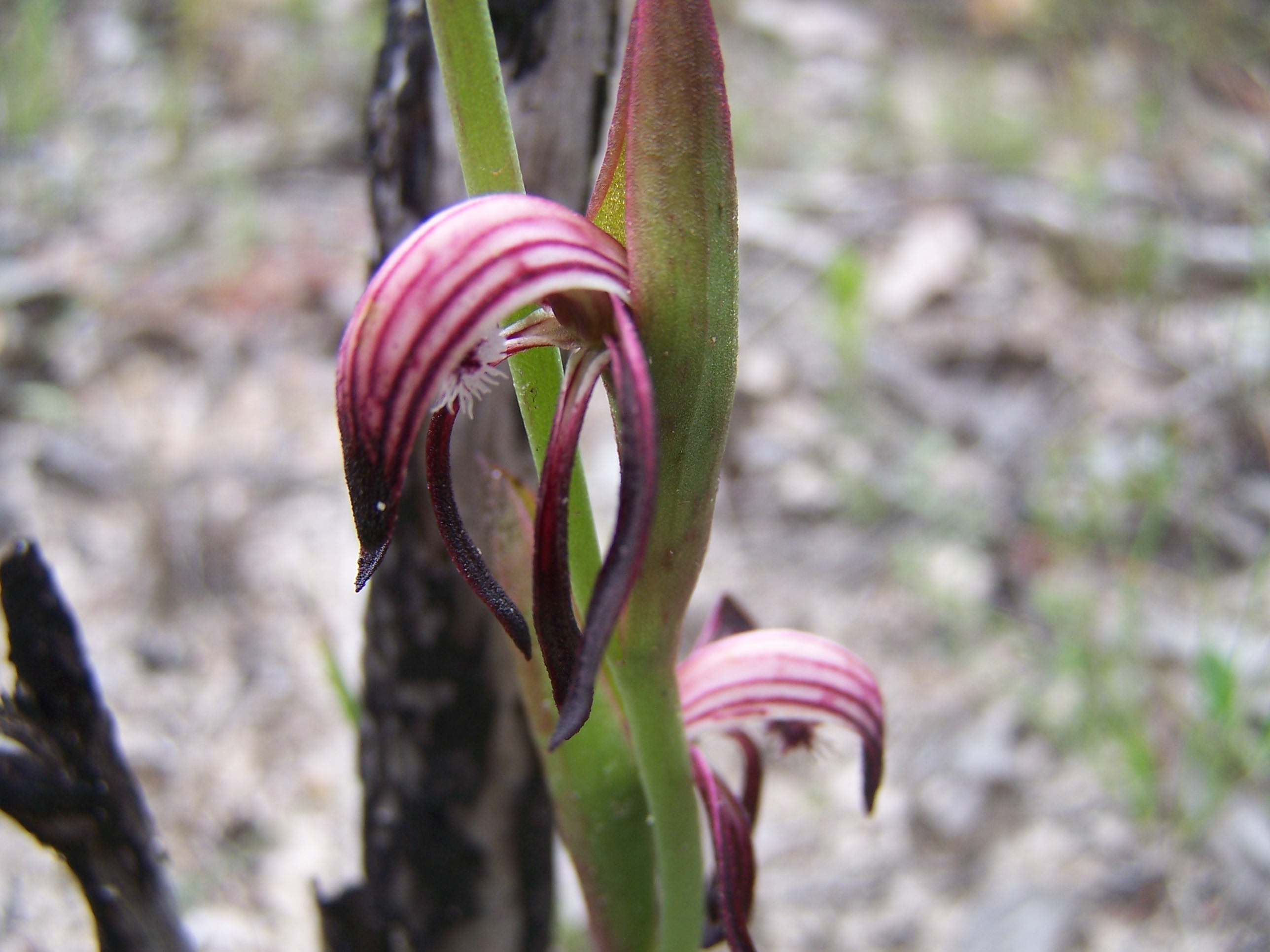
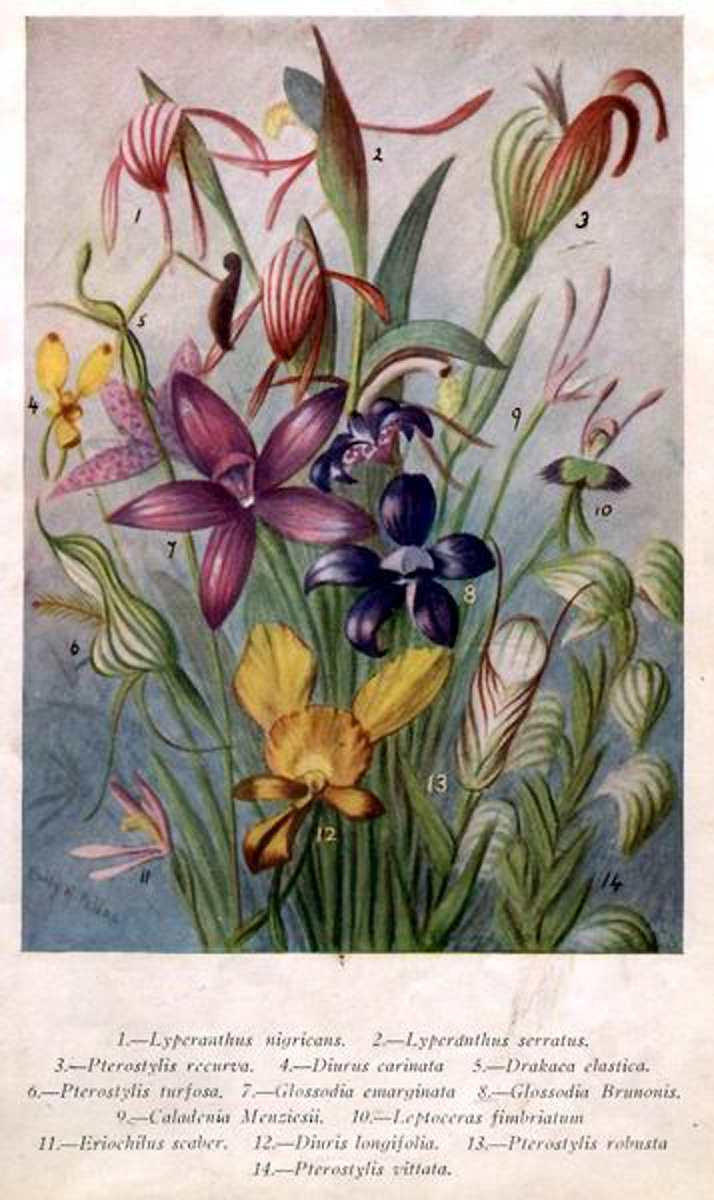